# Полет 448 на „Йемения“
Полет 448 на „Йемения“ е вътрешен редовен пътнически полет от международното летище „Сана“, Сана, до международното летище „Ходейда“, Ходейда, с междинно планирано кацане в Таиз, Йемен, управляван от „Йемения“. На 23 януари 2001 г. малко след излитане от Сана самолетът „Боинг 727-2N8“, който изпълнява полета, е отвлечен от мъж, въоръжен с пистолет, който иска да бъде закаран в Багдад, Ирак, и твърди, че има експлозиви, скрити в куфара му, но екипажът го убеждава първо да се отклони към Джибути, за да зареди с гориво.
На борда на самолета има 91 пътници и 10 членове на екипажа, като сред пътниците са посланикът на САЩ в Йемен Барбара Бодайн, заместник-ръководител на мисията на САЩ в Йемен и посланикът на Йемен в САЩ. Машината прави аварийно кацане на международно летище „Джибути – Амбули“, Джибути, Джибути, където екипажът, воден от капитана на полета Амер Анис, обезврежда похитителя. Единствено бордният инженер е наранен от куршум по време на действията. Похитителят е безработен иракчанин, който търси възможности за работа на друго място. По-късно е екстрадиран в Йемен и осъден на 15 години затвор през март 2001 г.